# Brenthis radiosa
Brenthis radiosa är en fjärilsart som beskrevs av Mayer 1908. Brenthis radiosa ingår i släktet Brenthis och familjen praktfjärilar. Inga underarter finns listade i Catalogue of Life.